# Liste de gammes et modes (jazz)
Cet article présente une liste des gammes et modes courants dans le jazz. Toutes ces échelles sont strictement définies à l'intérieur du système du tempérament égal. Les échelles musicales harmonisées, les gammes au sens théorique du terme, sont présentées avec les modes qui en sont issus. Viennent ensuite les échelles, que l'usage veut qu'on désigne par gammes, mais qui ne sont pas harmonisées avec un système de fonctions.

## Système majeur

### Gamme majeure
La gamme majeure est la gamme de référence pour toute la théorie musicale occidentale. Sa structure détermine la qualité de référence des intervalles : seconde majeure, tierce majeure, quarte juste, quinte juste, sixte majeure, septième majeure. Elle détermine également la position de référence des degrés harmoniques : I, II, III, IV, V, VI, VII. Les degrés des autres systèmes qui diffèrent de cette configuration sont considérés comme altérés et sont chiffrés en conséquence.
- Intervalles constitutifs:
 1 2 3 4 5 6 7 8
- Structure tétracordale: 
Tétracorde majeur / Ton / Tétracorde majeur
- Demi-tons:
 221 2 221

### Modes ecclésiastiques
Ces noms grecs sont utilisés à la fois, comme ici par des modes crées au moyen-âge, et des modes de la Grèce antique. Dans ce second cas, certains modes sont microtonals.
| Nom             | Exemple | Structure tétracordale                         | Demi-tons     |
| --------------- | --- | ---------------------------------------------- | ------------- |
| Mode Ionien     | La lecture audio n'est pas prise en charge dans votre navigateur. Vous pouvez télécharger le fichier audio. | Tétracorde majeur Ton Tétracorde majeur        | 2 2 1 2 2 2 1 |
| Mode Dorien     | La lecture audio n'est pas prise en charge dans votre navigateur. Vous pouvez télécharger le fichier audio. | Tétracorde mineur Ton Tétracorde mineur        | 2 1 2 2 2 1 2 |
| Mode Phrygien   | La lecture audio n'est pas prise en charge dans votre navigateur. Vous pouvez télécharger le fichier audio. | Tétracorde phrygien Ton Tétracorde phrygien    | 1 2 2 2 1 2 2 |
| Mode Lydien     | La lecture audio n'est pas prise en charge dans votre navigateur. Vous pouvez télécharger le fichier audio. | Tétracorde lydien Demi-ton Tétracorde majeur   | 2 2 2 1 2 2 1 |
| Mode Mixolydien | La lecture audio n'est pas prise en charge dans votre navigateur. Vous pouvez télécharger le fichier audio. | Tétracorde majeur Ton Tétracorde mineur        | 2 2 1 2 2 1 2 |
| Mode Eolien     | La lecture audio n'est pas prise en charge dans votre navigateur. Vous pouvez télécharger le fichier audio. | Tétracorde mineur Ton Tétracorde phrygien      | 2 1 2 2 1 2 2 |
| Mode Locrien    | La lecture audio n'est pas prise en charge dans votre navigateur. Vous pouvez télécharger le fichier audio. | Tétracorde phrygien Demi-ton Tétracorde lydien | 1 2 2 1 2 2 2 |

### Harmonisation
Pour chaque degré de la gamme, on produit un accord à quatre sons (tétrade) par empilement de tierces diatoniques.
| Degré relatif | Exemple | Intervalles Constitutifs | Qualité                             | Chiffrage | Fonction       |
| ------------- | --- | ------------------------ | ----------------------------------- | --------- | -------------- |
| Ier           | La lecture audio n'est pas prise en charge dans votre navigateur. Vous pouvez télécharger le fichier audio. | 1 3 5 7                  | Majeur septième majeure             | CΔ        | Tonique        |
| ii            | La lecture audio n'est pas prise en charge dans votre navigateur. Vous pouvez télécharger le fichier audio. | 1 3 5 7                  | Mineur septième mineure             | D-7       | Sous-Dominante |
| iii           | La lecture audio n'est pas prise en charge dans votre navigateur. Vous pouvez télécharger le fichier audio. | 1 3 5 7                  | Mineur septième mineure             | E-7       | Tonique        |
| IV            | La lecture audio n'est pas prise en charge dans votre navigateur. Vous pouvez télécharger le fichier audio. | 1 3 5 7                  | Majeur septième majeure             | FΔ        | Sous-Dominante |
| V             | La lecture audio n'est pas prise en charge dans votre navigateur. Vous pouvez télécharger le fichier audio. | 1 3 5 7                  | Majeur septième mineure dominante   | G7        | Dominante      |
| vi            | La lecture audio n'est pas prise en charge dans votre navigateur. Vous pouvez télécharger le fichier audio. | 1 3 5 7                  | Mineur septième mineure             | A-7       | Tonique        |
| vii           | La lecture audio n'est pas prise en charge dans votre navigateur. Vous pouvez télécharger le fichier audio. | 1 3 5 7                  | Mineur septième mineur demi-diminué | Bø        | Dominante      |

## Système Mineur mélodique

### Gamme mineure mélodique
- Structure tétracordale: 
Tétracorde mineur Ton Tétracorde majeur
- Intervalles constitutifs: 
 1 2 ♭3 4 5 6 7 8
- Demi-tons: 
 212 2 221

### Modes issus du système mineur mélodique
| Nom                   | Exemple | Structure tétracordale                         | Demi-tons     |
| --------------------- | --- | ---------------------------------------------- | ------------- |
| Mineur mélodique      | La lecture audio n'est pas prise en charge dans votre navigateur. Vous pouvez télécharger le fichier audio. | Tétracorde mineur Ton Tétracorde majeur        | 2 1 2 2 2 2 1 |
| Dorien b2             | La lecture audio n'est pas prise en charge dans votre navigateur. Vous pouvez télécharger le fichier audio. | Tétracorde phrygien Ton Tétracorde mineur      | 1 2 2 2 2 1 2 |
| Ionien #5             | La lecture audio n'est pas prise en charge dans votre navigateur. Vous pouvez télécharger le fichier audio. | Tétracorde phrygien Ton Tétracorde phrygien    | 1 2 2 2 1 2 2 |
| Lydien b7             | La lecture audio n'est pas prise en charge dans votre navigateur. Vous pouvez télécharger le fichier audio. | Tétracorde lydien Demi-ton Tétracorde majeur   | 2 2 2 1 2 2 1 |
| Mixolydien b6         | La lecture audio n'est pas prise en charge dans votre navigateur. Vous pouvez télécharger le fichier audio. | Tétracorde majeur Ton Tétracorde mineur        | 2 2 1 2 2 1 2 |
| Locrien 2             | La lecture audio n'est pas prise en charge dans votre navigateur. Vous pouvez télécharger le fichier audio. | Tétracorde mineur Ton Tétracorde phrygien      | 2 1 2 2 1 2 2 |
| Superlocrien (altéré) | La lecture audio n'est pas prise en charge dans votre navigateur. Vous pouvez télécharger le fichier audio. | Tétracorde phrygien Demi-ton Tétracorde lydien | 1 2 2 1 2 2 2 |

### Harmonisation de la gamme mineure mélodique
| Degré | Exemple | Intervalles constitutifs | Qualité | Chiffrage | Fonction |
| ----- | --- | ------------------------ | ------- | --------- | -------- |
| ier   | La lecture audio n'est pas prise en charge dans votre navigateur. Vous pouvez télécharger le fichier audio. | Mineur septième majeure  | 1 3 5 7 | C-Δ       | T        |
| ii    | La lecture audio n'est pas prise en charge dans votre navigateur. Vous pouvez télécharger le fichier audio. | Mineur septième mineure  | 1 3 5 7 | D-7       | SD       |
| III   | La lecture audio n'est pas prise en charge dans votre navigateur. Vous pouvez télécharger le fichier audio. | Augmenté majeur sept     | 1 3 5 7 | E+Δ       | T        |
| IV    | La lecture audio n'est pas prise en charge dans votre navigateur. Vous pouvez télécharger le fichier audio. | Dominante                | 1 3 5 7 | F7        | SD       |
| V     | La lecture audio n'est pas prise en charge dans votre navigateur. Vous pouvez télécharger le fichier audio. | Dominante                | 1 3 5 7 | G7        | D        |
| vi    | La lecture audio n'est pas prise en charge dans votre navigateur. Vous pouvez télécharger le fichier audio. | Demi-diminué             | 1 3 5 7 | Aø        | SD       |
| vii   | La lecture audio n'est pas prise en charge dans votre navigateur. Vous pouvez télécharger le fichier audio. | Demi-diminué             | 1 3 5 7 | Bø        | D        |

## Système Mineur harmonique

### Gamme mineure harmonique
- Structure tétracordale:
 Tétracorde mineur Ton Tétracorde harmonique
- Intervalles constitutifs:
 1 2 ♭3 4 5 ♭6 7 8
- Demi-tons:
212 2 131

### Modes issus du système mineur harmonique
| Nom                | Exemple | Structure tétracordale                            | Demi-tons     |
| ------------------ | --- | ------------------------------------------------- | ------------- |
| Mineure harmonique | La lecture audio n'est pas prise en charge dans votre navigateur. Vous pouvez télécharger le fichier audio. | Tétracorde mineur Ton Tétracorde harmonique       | 2 1 2 2 1 3 1 |
| Locrien 6          | La lecture audio n'est pas prise en charge dans votre navigateur. Vous pouvez télécharger le fichier audio. | Tétracorde phrygien demi-Ton Tétracorde ????      | 1 2 2 1 3 1 2 |
| Ionien #5          | La lecture audio n'est pas prise en charge dans votre navigateur. Vous pouvez télécharger le fichier audio. | Tétracorde majeur Ton et demi Tétracorde altéré ? | 2 2 1 3 1 2 1 |
| Dorien #4          | La lecture audio n'est pas prise en charge dans votre navigateur. Vous pouvez télécharger le fichier audio. | Tétracorde ???? demi-ton Tétracorde mineur        | 2 1 3 1 2 1 2 |
| Mixolydien b2 b6   | La lecture audio n'est pas prise en charge dans votre navigateur. Vous pouvez télécharger le fichier audio. | Tétracorde harmonique Ton Tétracorde phrygien     | 1 3 1 2 2 3 2 |
| Lydien #2          | La lecture audio n'est pas prise en charge dans votre navigateur. Vous pouvez télécharger le fichier audio. | Tétracorde demi-ton Tétracorde altéré             | 3 1 2 2 1 2 1 |
| Superlocrien bb7   | La lecture audio n'est pas prise en charge dans votre navigateur. Vous pouvez télécharger le fichier audio. | Tétracorde altéré Ton Tétracorde ??????           | 1 2 1 2 2 1 3 |

### Harmonisation
| Degré | Exemple | Intervalles constitutifs | Qualité   | Chiffrage | Fonction |
| ----- | --- | ------------------------ | --------- | --------- | -------- |
| ier   | La lecture audio n'est pas prise en charge dans votre navigateur. Vous pouvez télécharger le fichier audio. | Mineur septième majeure  | 1 3 5 7   | C-Δ       | T        |
| ii    | La lecture audio n'est pas prise en charge dans votre navigateur. Vous pouvez télécharger le fichier audio. | Demi-diminué             | 1 3 5 7   | Dø        | SD       |
| III   | La lecture audio n'est pas prise en charge dans votre navigateur. Vous pouvez télécharger le fichier audio. | Augmenté majeur sept     | 1 3 5 7   | E+Δ       | T        |
| iv    | La lecture audio n'est pas prise en charge dans votre navigateur. Vous pouvez télécharger le fichier audio. | Mineur 7                 | 1 3 5 7   | F-7       | SD       |
| V     | La lecture audio n'est pas prise en charge dans votre navigateur. Vous pouvez télécharger le fichier audio. | Dominante                | 1 3 5 7   | G7        | D        |
| VI    | La lecture audio n'est pas prise en charge dans votre navigateur. Vous pouvez télécharger le fichier audio. | Majeur septième majeure  | 1 3 5 7   | AΔ        | SD       |
| vii   | La lecture audio n'est pas prise en charge dans votre navigateur. Vous pouvez télécharger le fichier audio. | Septième diminuée        | 1 b3 b5 6 | B°7       | D        |

## Système Majeur harmonique

### Gamme majeure harmonique
- Structure tétracordale:
 Tétracorde Majeur Ton Tétracorde harmonique
- Intervalles constitutifs:
 1 2 3 4 5 ♭6 7 8
- Demi-tons:
221 2 131

## Gammes symétriques

### Gamme demi-ton, ton
La gamme demi-ton ton est une gamme symétrique de huit notes. Sa structure symétrique est basée sur la répétition de la séquence des intervalles de demi-ton puis de ton. 
- Intervalles constitutifs:
 1 b2 ♯2 3 ♯4 5 6 ♭7 8
- Demi-tons:
 12 12 12 12

### Gamme ton, demi-ton
La gamme ton demi-ton est une gamme symétrique de huit notes. Sa structure symétrique est basée sur la répétition de la séquence des intervalles de ton puis de demi-ton. 
- Intervalles constitutifs:
 1 2 ♭3 4 ♯4 ♭6 6 7 8
- Demi-tons:
 21 21 21 21

### Gamme ton, ton
La gamme ton ton est une gamme symétrique de 6 notes. Sa structure symétrique est basée sur la répétition d'intervalles de ton.
- Intervalles constitutifs:
 1 2 3 ♯4 ♯5 ♭7 8
- Demi-tons:
 2 2 2 2 2 2

## Autres échelles musicales courantes

### Gammes pentatoniques
Les gammes pentatoniques sont des échelles musicales formée de cinq notes.  

#### Pentatonique mineure
- Intervalles constitutifs:
 1 ♭3 4 5 ♭7
- Demi-tons:
 3 2 2 3 2

#### Pentatonique majeure
- Intervalles constitutifs:
 1 2 3 5 6 8
- Demi-tons:
 2 2 3 2 3

### Gammes blues
La gamme blues correspond à la gamme pentatonique à laquelle on ajoute la blue note.

#### Gamme blues mineure
La gamme blues mineure est celle qu'on appelle communément la gamme blues. Elle correspond à la gamme pentatonique mineure à laquelle on ajoute la quarte augmentée (blue note).
- Intervalles constitutifs:
 1 ♭3 4 ♯4 5 ♭7
- Demi-tons:
 3 2 1 1 3 2

#### Gamme blues majeure
La gamme blues majeure n’est pas une vraie gamme blues, parce qu’elle sonne moins "blues" que sa variante mineure.[réf. nécessaire] Elle correspond à la gamme pentatonique majeure à laquelle on ajoute la tierce mineure (blue note).
- Intervalles constitutifs:
 1 2 ♭3 3 5 6 8
- Demi-tons:
 2 1 1 3 2 3

### Gammes bebop
Les gammes bebop sont des gammes traditionnelles (les modes ionien, dorien, mixolydien de la gamme majeure et la gamme mineure mélodique) auxquelles on ajoute une note de passage chromatique. En résulte une gamme de 8 notes qui s'accorde bien avec les rythmes binaires, car les notes de la tétrade tombent sur les temps quand on joue la gamme.

#### Gamme bebop dominante
La gamme bebop dominante est le mode mixolydien avec une note de passage chromatique entre la septième mineure et l'octave, soit la septième majeure.
- Intervalles constitutifs:
 1 2 3 4 5 6 ♭7 7 8
- Demi-tons:
 2 2 1 2 2 1 1 2

#### Gamme bebop dorienne
La gamme bebop dorienne est le mode dorien avec une note de passage chromatique entre la tierce mineure et la quarte juste, soit la tierce majeure.
- Intervalles constitutifs:
 1 2 ♭3 3 4 5 6 ♭7
- Demi-tons:
 2 1 1 1 2 2 1 3

#### Gamme bebop majeure
La gamme bebop majeure est une gamme majeure avec une note de passage chromatique entre la quinte juste et la sixte majeure, soit la quinte augmentée.
- Intervalles constitutifs:
 1 2 3 4 5 ♯5 6 7 8
- Demi-tons:
 2 2 1 2 1 1 2 2

#### Gamme bebop mineure mélodique
La gamme be-bop mineure mélodique est une gamme mineure mélodique avec une note de passage chromatique entre la quinte juste et la sixte majeure, soit la quinte augmentée.
- Intervalles constitutifs:
 1 2 ♭3 4 5 ♯5 6 7 8
- Demi-tons:
 2 1 2 2 1 1 2 2